# Вольное (Николаевская область)
Вольное (укр. Вільне, до 2016 г. — Червоные Кошары) — село в Вознесенском районе Николаевской области Украины.
Население по переписи 2001 года составляло 61 человек. Почтовый индекс — 56525. Телефонный код — 5134. Занимает площадь 0,185 км².

## Местный совет
56523, Николаевская обл., Вознесенский р-н, с. Прибужаны, ул. Одесская, 18